# Hirtella
- Commons
- Wikispecies

Hirtella L. é um género botânico pertencente à família Chrysobalanaceae.

## Espécies
- Hirtella enneandra
- Hirtella megacarpa
- Hirtella pauciflora
- Lista completa

## Classificação do gênero
| Sistema | Classificação                     | Referência               |
| ------- | --------------------------------- | ------------------------ |
| Linné   | Classe Triandria, ordem Monogynia | Species plantarum (1753) |